# Шумнатица (село)
Вижте пояснителната страница за други значения на Шумнатица.
Шумнатица е село в Южна България. То се намира в община Кирково, област Кърджали.
Село Шумнатица се намира в планински район. В рида Гюмюрджински снежник на Източни Родопи.
До 1934 година селото се нарича Фъндаджик. Шумнатица е едно от най-старите села в региона и от него са произлезли няколко села.
Село Шумнатица е с вековна история, една от най-старите заселени местности в областта. Известна забележителност са старите воденици.
Изключително много чешми са изградени, както по централните улици и пътища, така и на всеки хълм около селото, където водите са прихванати предимно от лечебни извори.
Точно в края му, клони извисява вековен чинар, чиито клони са толкова дебели, колкото стволове на обикновени дървета.
Както на много откъснати места в Източните Родопи и тук до днес са се запазили къщи, градени от камък, с каменни плочи на покрива и оригинални комини. Между къщите се вие стар път, изграден от калдъръм, част от древен път, свързващ вътрешността на страната с Беломорска Тракия. Някога е било граничен район със забранен достъп, сега вече няма проблем да се организира разходка до това толкова интересно място.

## География
Село Шумнатица се намира в планински район. В рида Гюмюрджински снежник на Източни Родопи. Селото е бивш граничен район със засилена полицейска охрана на границата с Гърция. На юг землището на селото се очертава от държавната граница с Гърция. На югоизток селото граничи с Лозенградци (село). На изток с Орлица (село). На север с Априлци (област Кърджали) и Кирково. На северозапад се от селото се намира Горно Кирково. На запад Кремен (област Кърджали).
Селото отстои на 3.3 км от общинския център Кирково. ГКПП Маказа - Нимфея е на 17.5 км. Областният център Кърджали е на 43 км. Столицата София е на 322 км. Други близки градове са: Джебел 31 км. Момчилград 36 км. Златоград 39.5 км. Крумовград 48 км. Гюмюрджина (Комотини) 37,8 км.
Климатът е преходно – средиземноморски със средната годишна температура между 11С и 13,2С. Зимите са сравнително меки, като дните със задържане на снежна покривка са 43, а лятото е продължително и горещо. Средната годишна сума на валежите е 521 мм, която е около средните стойности, измерени в метеорологичните станции през 2001 г.

## История
До 1934 година селото се нарича Фъндаджик. Шумнатица е едно от най-старите села в региона и от него са произлезли няколко села.

## Население
Преброяване на населението през 2011 г.
Численост и дял на етническите групи според преброяването на населението през 2011 г.:
|                     | Численост | Дял (в %) |
| Общо                | 474       | 100,00    |
| Българи             | 455       | 95,99     |
| Турци               | 0         | 0,00      |
| Цигани              | 0         | 0,00      |
| Други               | 0         | 0,00      |
| Не се самоопределят | 0         | 0,00      |
| Неотговорили        | 12        | 2,53      |

## Културни и природни забележителности
Както на много места в Източните Родопи и тук до днес са се запазили къщи, градени от камък, с каменни плочи на покрива и оригинални комини. Между къщите се вие стар път, изграден от калдъръм, част от древен път, свързващ вътрешността на страната с Беломорска Тракия. .В селото се намират 4 напълно запазени и използващи се и до днес римски моста, както и функционираща воденица, с което се привличат доста туристи.